# Дилмен
Дилмен (њем. Dülmen) град је у њемачкој савезној држави Северна Рајна-Вестфалија. Једно је од 11 општинских средишта округа Коесфелд. Према процјени из 2010. у граду је живјело 47.058 становника. Посједује регионалну шифру (AGS) 5558016, NUTS (DEA35) и LOCODE (DE DUN) код.

## Географски и демографски подаци
Дилмен се налази у савезној држави Северна Рајна-Вестфалија у округу Коесфелд. Град се налази на надморској висини од 46-150 метара. Површина општине износи 184,6 km². У самом граду је, према процјени из 2010. године, живјело 47.058 становника. Просјечна густина становништва износи 255 становника/km².

## Међународна сарадња
| Мјесто          | Држава    | Врста сарадње | Од    |
| --------------- | --------- | ------------- | ----- |
| Шарлвил Мезијер | Француска | партнерство   | 1963. |
| Извор           |           |               |       |